# 梅莉塔提
| i | t · n · ra | N36 · t | B1 |

| i | t · n · ra | N36 · t | B1 |

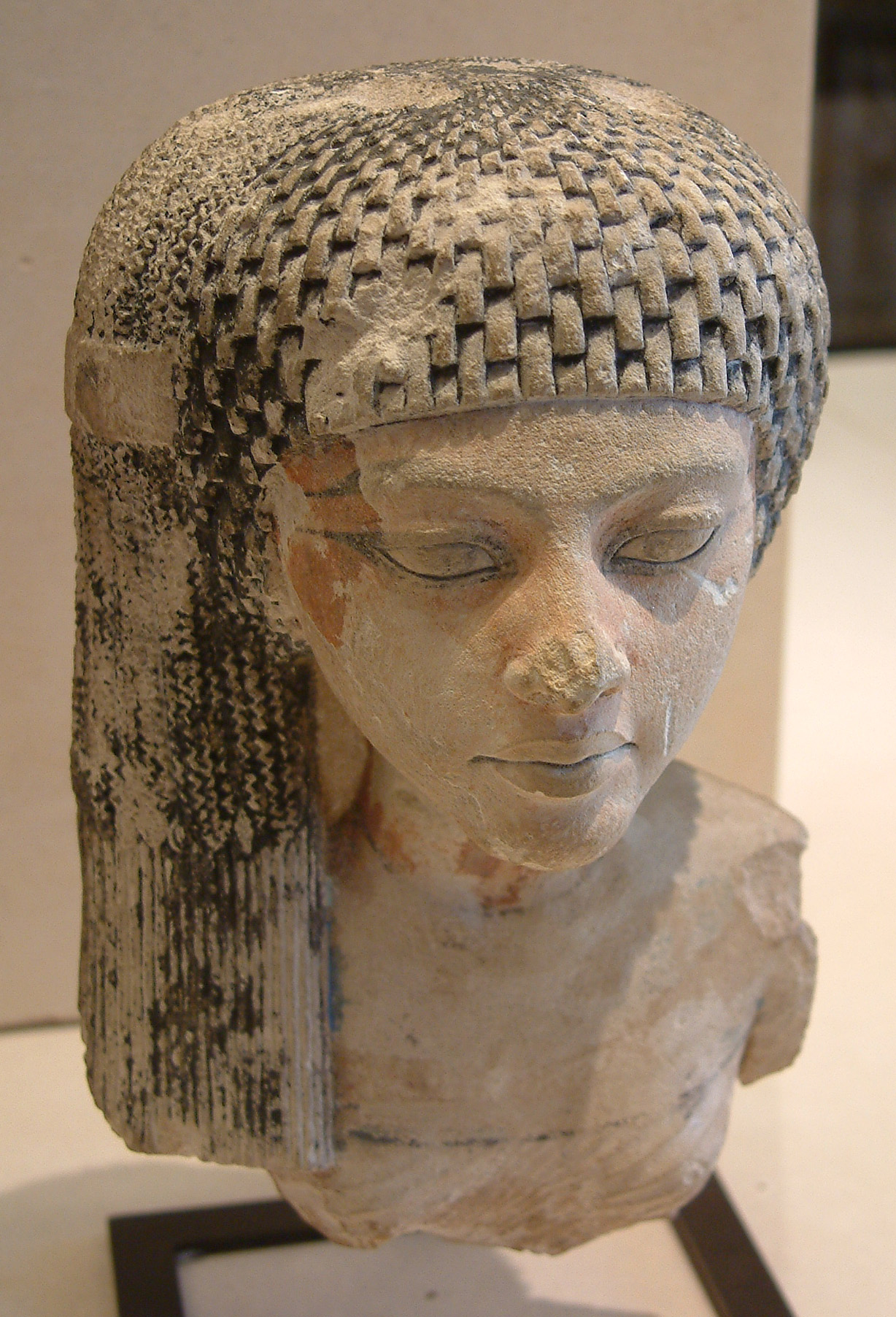
梅利塔頓雕，现藏於巴黎卢浮宫

梅利塔頓（又稱邁利特阿頓/梅莉塔提阿頓（Meritaten），是古埃及第十八王朝的一位王后。她是法老埃赫那頓的长女，也是埃赫那頓繼任者斯门卡瑞的正室。而斯门卡瑞可能是埃赫那頓的兄弟或兒子。
梅利塔頓可能出生于底比斯。考古学家一度发现可能是她的半身像（现藏巴黎卢浮宫），斯门卡瑞去世后，她也失去了记载(或死亡)。考古学家认为她是传说中的一位女法老妮斐妮斐鲁阿頓(Neferneferuaten)。

## 家庭
梅利塔吞有许多兄弟姐妹
- 兄弟：斯门卡瑞?,图坦卡門?

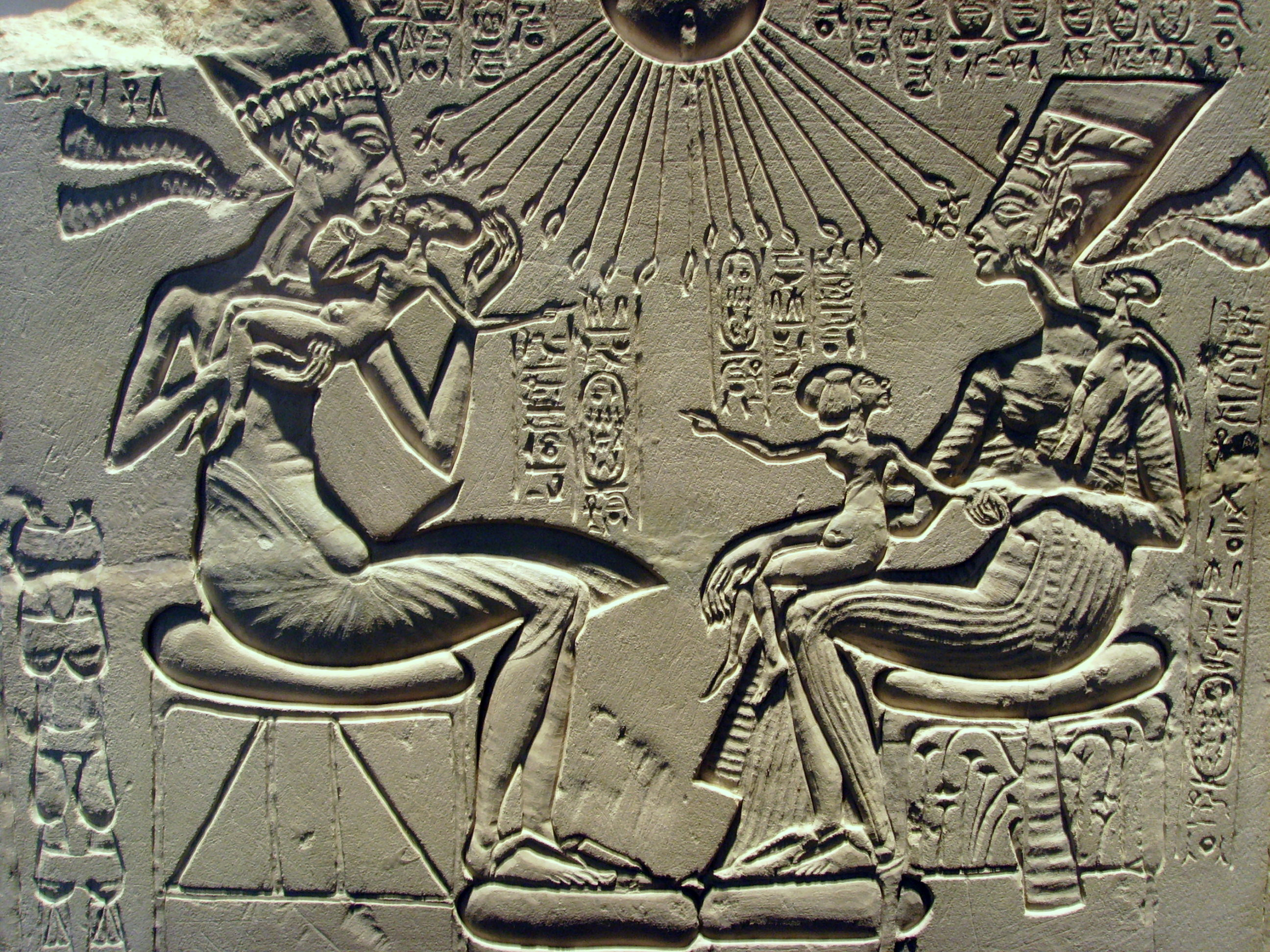
埃赫那吞,娜芙蒂蒂,梅利塔吞与其他俩个姐妹,现藏柏林新博物馆

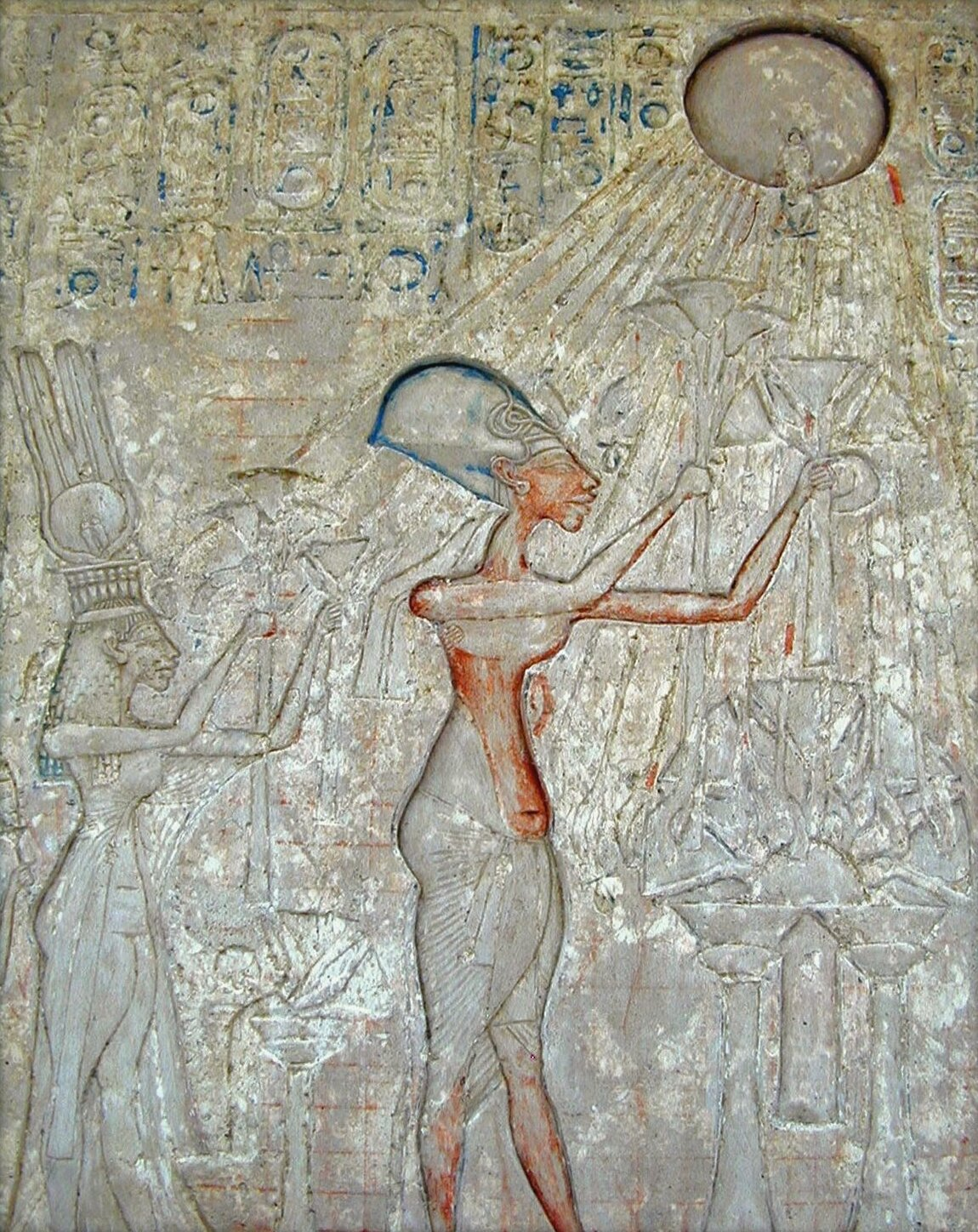
梅利塔吞(中)与家人

- 姐妹：梅珂塔頓(meketaten),安克姗海娜曼(ankhesenamun),妮斐妮斐鲁丽(neferneferure),妮斐妮斐鲁阿吞-塔斯荷瑞(neferneferuaten tasherit),赛塔潘拉(setepenre)

梅利塔吞还有其他的亲戚：
- 外公:可能是阿伊
- 爷爷：阿蒙霍特普三世
- 奶奶：王后泰伊
- 内曾祖父：图特摩斯四世
- 内曾祖母：穆特姆维娅(mutemwiya)
- 外曾祖父：尤亚（yuya)
- 外曾祖母：图玉（thuya)
- 阿姨：穆特诺杰美特(mutnedjmet),基亚(kiya)埃赫那吞的侧室妻子）
- 姨丈:霍朗赫布
- 子女:梅莉塔頓-塔斯荷瑞?, 安开孙巴阿頓-塔斯荷瑞?, 图坦卡門?

## 埋葬与木乃伊
梅利塔吞可能埋葬于其父埃赫那吞的王陵。2010年，考古学家认为阿蒙霍特普二世墓（KV35）发现的"年轻女士"木乃伊可能是梅利塔吞。也有人认为在KV21里发现的女性木乃伊，或许是她。